# Portabello
Portabello eller Abello (Agaricus bisporus var. avellaneus) är försäljningsnamnet för en brun varietet av trädgårdschampinjon, också kallad kastanjechampinjon, som låtits växa sig stor.
Portabello tillagas som vanliga champinjoner.
Portabello innehåller fenylhydrazin-derivat, som kan vara genotoxisk och carcinogen. Därför rekommenderar Nordiska ministerrådets expertgrupp i sin rapport 2012 att svampen inte äts i större mängder än vad som är det vanliga i Danmark, Island, Norge och Sverige, det vill säga ungefär två kilogram per år. Gifthalten är större i rå svamp, varför den helst bör tillredas innan den äts. Kokvattnet skall helst kasseras.